# Cloverdale (Californië)
Cloverdale is een plaats (city) in de Amerikaanse staat Californië, en valt bestuurlijk gezien onder Sonoma County.

## Demografie
Bij de volkstelling in 2000 werd het aantal inwoners vastgesteld op 6831.
In 2006 is het aantal inwoners door het United States Census Bureau geschat op 8129, een stijging van 1298 (19,0%).

## Geografie
Volgens het United States Census Bureau beslaat de plaats een oppervlakte van
6,5 km², geheel bestaande uit land. Cloverdale ligt op ongeveer 102 m boven zeeniveau.

## Plaatsen in de nabije omgeving
De onderstaande figuur toont nabijgelegen plaatsen in een straal van 40 km rond Cloverdale.

## Geboren
- David Del Tredici (1937-2023), componist, muziekpedagoog en pianist